# キレート

EDTAの金属キレート複合体。赤の点線が配位結合を表す。金属に電子対を供給する酸素、窒素が八面体状に取りまいている。

エチレンジアミンのキレート

化学においてキレート (英: chelate [ˈkiːleit]) とは、複数の配位座を持つ配位子（多座配位子）による金属イオンへの配位結合のこと。このような錯体をキレート錯体と呼ぶ。キレート錯体は配位子が複数の配位座を持っているために、配位している物質から分離しにくい。これをキレート効果という。分子の立体構造によって生じた隙間に金属を挟む姿から、「蟹のハサミ」を意味する chela (ラテン語 chēla、ギリシャ語 chēlē)に由来する。

## キレート錯体を形成する配位子の例
- 鎖状配位子
  - エチレンジアミン
  - ビピリジン
  - エチレンジアミン四酢酸
  - フェナントロリン
- 環状配位子
  - ポルフィリン
  - クラウンエーテル